# Dead Letter Circus
Dead Letter Circus is een Australische alternatieverockband die zijn oorsprong heeft in de stad Brisbane. Het gouden debuutalbum van de band, This Is the Warning, bereikte de tweede plaats in de Australische hitlijsten. In de Australische iTunes-hitlijst kwam het album binnen op de eerste positie. De uitgebrachte singles werden geregeld op de Australische radiozenders gedraaid. Het tweede studioalbum, The Catalyst Fire, werd uitgebracht in augustus 2013 en behaalde eveneens de tweede plaats in de Australische hitlijsten.

## Geschiedenis

### 2004 – 2008: formatie en eerste extended play
Drie leden van de band Ochre vormden eind 2004 de band Dead Letter Circus door het uitbrengen van een gelijknamige extended play en de singles Disconnect and Apply, Next in Line en The Space on the Wall. Eerstgenoemde single werd geregeld gedraaid op het radiostation Triple J, waar het een van de meest gedraaide nummers werd. De band gaf optredens op de muziekfestivals Big Day Out, Come Together Music Festival en het Over-Cranked Music Festival.
In 2008 verliet drummer Scott Davey de formatie. Hij werd vervangen door Luke Williams van de band Melodyssey. Op 30 oktober 2008 begon Dead Letter Circus aan de Next in Line-tournee om de gelijknamige single te promoten. Ze kregen hierbij ondersteuning van Melodyssey, waar Williams nog steeds deel van uitmaakte. Na een optreden op de Musexpo tekende de band bij Warner Bros. Records. Deze overeenkomst had betrekking tot Australië en Nieuw-Zeeland.

### 2010 – 2011:This Is the Warning
Op 16 februari 2010 kondigde de band op hun MySpace-pagina aan dat het debuutalbum zo goed als af is. This Is the Warning werd uitgebracht op 14 mei 2010. Hierna begon de band met een tournee langs de grote steden van Australië welke van april tot juni 2010 duurde.
Dead Letter Circus was verantwoordelijk voor het voorprogramma van de twee concerten die de Britse rockband Muse in Brisbane gaf op 5 en 6 december 2010. Ook waren ze het voorprogramma van Linkin Park bij de optredens van de band in Sydney en Melbourne als onderdeel van de A Thousand Suns World Tour.
In mei 2011 werd aangekondigd dat This Is The Warning in Noord-Amerika door Sumerian Records zal worden uitgebracht. In juni en juli 2011 gaf de band diverse optredens in het Verenigd Koninkrijk. Daarna was Dead Letter Circus het voorprogramma van Animals As Leaders tijdens een tournee van 24 concerten in de Verenigde Staten. Hierna keerde de band terug naar Australië voor een tournee van 21 concerten om mensen meer bewust te maken over de gevaren van steenkoollaaggas.

### 2012 – heden:The Catalyst Fire
De band begon in begin 2012 te werken aan een tweede studioalbum. Volgens zanger Kim Benzie zal het nieuwe album meer elektronische elementen bevatten dan het debuutalbum. In een interview met Chemical Magazine gaf de band aan begin maart de studio in te willen gaan. Op 1 mei 2012 werd de single Wake Up vrijgegeven als gratis download op de website van de band.
In januari 2013 kondigde gitarist Rob Maric aan de band te gaan verlaten. Hij was al afwezig tijdens de opnames in 2012 en nam de keuze om niet terug te keren in de band. Het tweede studioalbum, The Catalyst Fire, werd uiteindelijk op 9 augustus 2013 uitgebracht.

## Bezetting

### Huidige leden
- Kim Benzie – zanger (2005 – heden)
- Stewart Hill – bassist (2005 – heden)
- Luke Williams – drummer en backup zanger (2008 – heden)
- Clint Vincent – gitarist (2013 – heden)
- Luke Palmer – gitarist (2015 – heden)

### Ex-leden
- Scott Davey – drummer (2005 – 2008)
- Rob Maric – gitarist (2005 – 2012)
- Tom Skerlj – gitarist, toetsenist en percussionist (2011 – 2014)

## Discografie

### Studioalbums
- This Is the Warning (2010)
- The Catalyst Fire (2013)
- Aesthesis (2015)
- Dead Letter Circus (2018)

### Akoestische albums
- The Endless Mile (2017)

### Extended plays
- Dead Letter Circus (2007)
- Next In Line (2008)
- Stand Apart (2014)

### Singles
- Disconnect and Apply (2005)
- Reaction (2008, 2011)
- Next in Line (2008)
- The Space on the Wall	(2009)
- Big (2010)
- One Step (2010)
- Cage (2010)
- Wake Up (2012)
- Lodestar (2013)
- I Am (2013)
- While You Waite (2015)